# Spiritual Black Dimensions
Spiritual Black Dimensions — четвёртый студийный альбом норвежской блэк-метал группы Dimmu Borgir, выпущенный 2 марта 1999 года лейблом Nuclear Blast. В 2004 году было выпущено делюкс-издание альбома, содержащее бонусный материал.
Spiritual Black Dimensions стал первым шагом к более скоростному звучанию, в то время как старый материал был более медленным, а атмосфера — более тёмной. Это первый альбом на котором присутствует чистый вокал Симена Хестнеса (известного под псевдонимом ICS Vortex), также в записи участвовал новый клавишник группы — Мустис. При записи этого альбома Шаграт окончательно сложил с себя обязанности гитариста и полностью сосредоточился на вокале.

## Список композиций
1. «Reptile» — 5:17
2. «Behind the Curtains of Night — Phantasmagoria» — 3:18
3. «Dreamside Dominions» — 5:13
4. «United in Unhallowed Grace» — 4:21
5. «The Promised Future Aeons» — 6:51
6. «The Blazing Monoliths of Defiance» — 4:37
7. «The Insight and the Catharsis» — 7:16
8. «Grotesquery Conceiled (Within Measureless Magic)» — 5:10
9. «Arcane Lifeforce Mysteria» — 7:03
10. «Masses for the New Messiah» (бонус-трек) — 5:13

## Участники записи
- Шаграт — вокал
- Силенос — ритм-гитара
- Астенну — лидер-гитара
- Нагаш — бас-гитара, бэк-вокал
- ICS Vortex — чистый вокал на композициях 1,3,7,9 (на момент записи являлся временным участником)
- Тьодальв — ударные
- Мустис — клавишные